# Koeleria hirsuta
Koeleria hirsuta är en gräsart som beskrevs av Charles Gaudichaud-Beaupré. Koeleria hirsuta ingår i släktet tofsäxingar, och familjen gräs. Inga underarter finns listade i Catalogue of Life.